# Valérie Bègue
Valérie Bègue (Saint-Pierre, 26 settembre 1985) è una modella francese, vincitrice del titolo di Miss Francia 2008.

## Biografia
La Bègue gareggiava in rappresentanza dell'isola di Riunione, un dipartimento d'oltremare (Département d'Outre-Mer) francese situato nell'Oceano Indiano. La Bègue è la prima Miss Francia proveniente dall'isola di Riunione, dai tempi di Monique Uldaric, eletta nel 1976.
Due settimane dopo l'elezione, la rivista francese Entrevue ha pubblicato alcune fotografie di Valérie Bègue, risalenti ad un periodo precedente al concorso, in cui la modella appariva in foto sessualmente provocanti, benché completamente vestita. La presidentessa dell'organizzazione di Miss Francia, Geneviève de Fontenay, in un'intervista ad una stazione radio ha insistito affinché la Bègue restituisse la corona di sua volontà, o sarebbe stata squalificata.
La de Fontenay, che in precedenza aveva sospeso anche Lætitia Bléger, Miss Francia 2004, per le stesse ragioni, ha dichiarato anche nella stessa occasione che si sarebbe dimessa dal suo incarico, se la Endemol, proprietaria del franchise Miss Francia, non fosse stata d'accordo.
Dopo che Valerie Begue ha rinunciato al titolo di Miss Francia, Geneviève de Fontenay ha ritrattato le proprie dichiarazioni, permettendo alla Begue di continuare ad essere Miss Francia, a condizione che la seconda classificata Laura Tanguy rappresentasse la Francia nei concorsi internazionali.